# Strafen & Klagen
Strafen & Klagen è un album del gruppo hardcore punk tedesco Freibeuter AG. Inizialmente autoprodotto nel 2005 dalla band, nel 2006 è stato pubblicato dalla Nix-Gut Records. Con l'autorizzazione dell'etichetta discografica, il disco è stato successivamente pubblicato sotto licenza libera Creative Commons by-nc-sa.

## Tracce
1. Komm mit – 4:04
2. Partytime – 2:32
3. Bonzenkid – 1:58
4. Stimmen – 3:53
5. Strafen und Klagen – 3:25
6. Alte Kameraden – 2:02
7. Heute wie Gestern – 2:00
8. Bundeswehr – 2:10
9. Lauf – 3:09
10. Helden – 2:57
11. Asozial – 3:08

## Formazione
- Abfall - voce
- Jörg - chitarra
- Michi - chitarra
- Floh - basso
- Indy - batteria